# Adolf Erik Nordenskiöld
Adolf Erik Nordenskiöld (Helsinki, 18 de noviembre de 1832 - Dalby, Escania, 12 de agosto de 1901) fue un geólogo, geógrafo, naturalista, mineralista, y explorador polar sueco de origen finés. Era el padre de Erland Nordenskiöld.
Logró atravesar por primera vez el Pasaje del Nordeste (o ruta del Mar del Norte) y navegar alrededor del continente eurasiático entre 1878 y 1880 a bordo del buque ballenero Vega. En 1883 fue el primero en romper las barreras de hielo de la costa sureste de Groenlandia.
Su sobrino fue Otto Nordenskjöld, también geólogo y expedicionario sueco al que animó su tío a realizar la primera expedición sueca a la Antártida. Notar que el apellido de este último explorador se escribe "Nordenskjöld" y no "Nordenskiöld", ya que corresponden a dos ramas diferentes de la familia. Los padres de Otto Nordenskjöld eran primos: Otto Gustaf Nordenskiöld (nacido en Suecia) y su madre Anna Elisabet Sofia Nordenskiöld (nacida en Finlandia) y hermana de Adolf Erik Nordenskiöld.

## Juventud
Adolf Erik Nordenskiöld nació en Helsinki, hijo del prestigioso minerólogo Nils Gustaf Nordenskiöld. Pasó toda su niñez en Mäntsälä. Fue al colegio en Porvoo, una pequeña ciudad en la costa sur finlandesa, donde estudió matemáticas, química, mineralogía y geología. Se graduó en la Universidad Emperador Alejandro de Helsinki en 1853, publicando dos años más tarde su tesis Om grafitens och chondroditens kristallformer («Sobre las formas cristalinas del grafito y la condrita»). Durante 1853 también acompañó a su padre a los Urales, donde estudió las minas de hierro y cobre en Nizhny Tagil. En 1855 continuó sus estudios en Berlín sobre mineralogía, un año más tarde se convirtió en profesor de la Universidad de Helsinki.

## Su marcha a Suecia
Durante la mayor parte del siglo XIX, Finlandia constituía el Gran Ducado de Finlandia, dependiente de Rusia, Nordenskiöld mantenía una postura contraria al poder del Zar, por lo que en 1857 tuvo que abandonar Helsinki, como refugiado político, por los enfrentamientos mantenidos con las autoridades rusas.
Puesto que su idioma materno era el sueco, lengua, que en aquella época, estaba ampliamente extendida en el país fines, decidió establecerse en la cercana Estocolmo, donde pronto recibió la invitación del geólogo Otto Martin Torell para que lo acompañara a una expedición que iba a realizar a la isla de Spitsbergen, al regreso de esta expedición comenzó a trabajar en el Departamento de mineralogía del Museo Sueco de Historia Natural.
En 1863 se casó con la baronesa Anna María Mannerheim con quien tuvo dos hijos, Gustaf, nacido en 1868 y Erland, nacido en 1877, ambos continuaron la carrera científica y exploratoria de su padre. Adolf permanecería el resto de su vida ligado a Suecia, donde fue nombrado barón en 1880 y elegido miembro de la Academia Sueca de la lengua en 1893.

## Expediciones
- En 1858, Nordenskiöld participó en la primera expedición de Torell a Svalbard en el balandro Frithiof. La expedición realizó observaciones biológicas y geológicas —con la intención de comprobar la posibilidad de establecer explotaciones mineras en la isla— a lo largo de la costa de Spitsbergen.[2]
- En 1861, participó en la segunda expedición de Svalbard de Torell a bordo del Æolus. Esto incluyó un viaje en barco a lo largo de la apenas explorada costa norte de Nordaustlandet hasta la Tierra Príncipe Oscar. También comenzaron a medir un arco de meridiano, pero no completaron el trabajo.[3]
- En 1864, la Real Academia de las Ciencias de Suecia puso a Nordenskiöld al mando de la goleta Axel Thordsen para completar el levantamiento del arco del meridiano. Después de realizar las medidas necesarias en el sur de Svalbard, rescataron a 27 hombres que tuvieron que abandonar sus barcos bloqueados por el hielo.[4]
- En 1868, comandó una expedición bien organizada tratando de llegar hasta el Polo Norte en la goleta a vapor Sofia, perteneciente a la Administración de puestos de Suecia; alcanzó un «Farthest North» (más al Norte) que cualquier otro barco en el hemisferio oriental. Llegó a los 82° 42' N, superando el récord anterior de William Scoresby por 12'.[5]
- En 1870, visitó Groenlandia para averiguar si el uso de perros de trineo era aconsejable para una expedición polar. Llegó a la conclusión de que no sería práctico adquirir y depender de una gran cantidad de perros de Groenlandia en vista de los recientes brotes de una enfermedad contagiosa del perro. Hizo un viaje de unos 50 km en el helado interior desconocido. En Uivfaq, en la isla Disko, se encontraron varios bloques grandes de hierro nativo que Nordenskiöld supuso que eran meteoritos.[6] Actualmente se piensa que el hierro se acumuló en formaciones basálticas a través de erupciones volcánicas.[7]
- En 1872, Nordenskiöld se embarcó en una expedición para llegar al Polo Norte utilizando renos. Con este fin, los vapores Polhem y Onkel Adam y el bergantín Gladan se encontraron en Spitsbergen. En Mosselbukta, los tres barcos quedaron atrapados inesperadamente en el hielo. Nordenskiöld se enfrentó a alimentar a los 67 hombres durante el invierno, así como a ayudar a las tripulaciones de seis barcos de caza noruegos que habían sufrido la misma suerte. La situación empeoró cuando todos los renos excepto uno escaparon. En lugar de un viaje en trineo hasta el polo, solo se podría emprender un viaje a Nordaustlandet durante el cual un miembro de la expedición desapareció mientras buscaba madera flotante. Los suministros escaseaban peligrosamente y el escorbuto causaba estragos. Sin embargo, solo un marinero sucumbió a él, gracias a que Benjamin Leigh Smith en el vapor Diana encontró los barcos atrapados y les donó sus provisiones. Dos semanas después, el hielo se abrió y los barcos pudieron regresar a Suecia.[8][9]
- En junio de 1875, tras abandonar sus propósitos de alcanzar el Polo, inició el intento de abrir a la navegación el paso de Nordeste. Emprendió un primer viaje en el Pröven, partiendo del puerto noruego de Tromsoe, situado muy cerca del paralelo setenta, exploró toda la zona, llevando a cabo investigaciones científicas a la vez que navegaba, tras cruzar el mar de Kara, llegó hasta la desembocadura del río Yenisei en Siberia; allí tras enviar de regreso el Pröven, continuó su marcha en un bote río arriba acompañado de cuatro hombres. Regresó hasta Suecia por el interior de Rusia, atravesando Moscú y San Petersburgo.[10]
- En 1876, Nordenskiöld repitió el viaje hasta la desembocadura del Yenisei con el vapor Ymer para demostrar que esa ruta no dependía de unas condiciones de hielo inusualmente favorables.[11]
- En 1878-1879 fue el primero en completar en el Vega todo el Paso del Noreste a lo largo de la costa norte de Eurasia. Partiendo de Karlskrona el 22 de junio de 1878, el Vega dobló el cabo Cheliuskin en agosto. El Vega iba inicialmente acompañado por los barcos Lena, Fraser y Express. Los dos últimos se separaron en la desembocadura del Yenisei y viajaron río arriba. El Lena navegó por el río Lena hasta Yakutsk. A finales de septiembre, el Vega quedó atrapado en el hielo cerca del estrecho de Bering y pasó el invierno entre las costas de los chukchis. Libre del hielo, navegó a través del estrecho de Bering en julio de 1879, y el Vega completó el Paso del Noreste.[12]
- En 1882-1883, «segunda expedición de Dickson» ("Den andra Dicksonska Expeditionen till Grönland"[13]), llevó nuevamente al Sofía a la bahía de Disko, donde, junto con tres saamis, realizó una expedición a la capa de hielo del interior. Esperaba que el interior de Groenlandia estuviera libre de hielo y tal vez cubierto de bosques. Nordenskiöld tuvo que rendirse rápidamente debido a problemas técnicos, pero los saami penetraron 230 kilómetros hacia el este antes de regresar. En la costa este de Groenlandia, la expedición penetró la gran barrera de hielo, siendo la primera en hacerlo después de 300 años de intentos, y desembarcó en Ammasalik (Kung Oscars Hamn) 65° 37' N, es decir, solo un poco al norte de donde Wilhelm August Graah se vio obligado a regresar en su expedición Umiak en 1830.

### La expedición de 1878: el paso del Nordeste

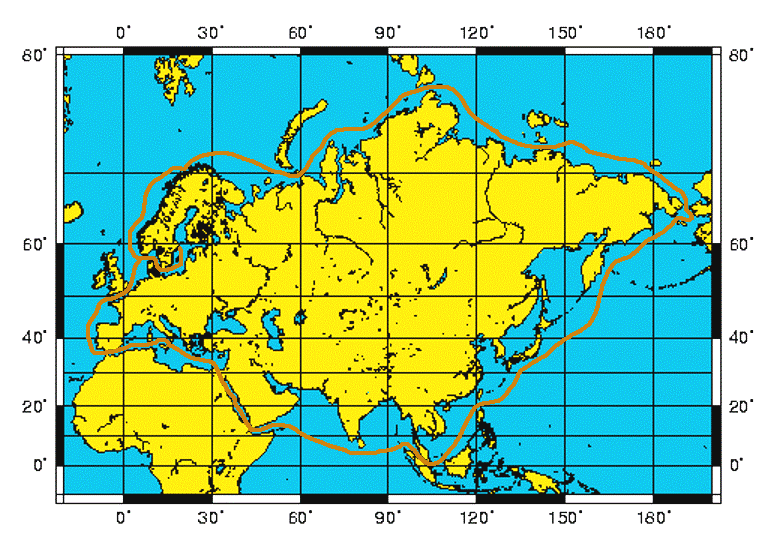
Ruta seguida por la expedición de Nordenskiöld en 1878, que atravesó el Pasaje del Nordeste.

En 1878 emprendió el que sería el más importante de todos su viajes, partiendo de las costas europeas atravesó la costa norte de Asia, cruzó el estrecho de Bering y llegó hasta las costas orientales de Asia, convirtiéndose en el primer navegante en completar la ruta del Mar del Norte.
La expedición, financiada por el gobierno sueco y completada por el mecenas sueco Óscar Dickson y el negociante ruso Sibiriakof, la llevó a término en el barco ballenero Vega, barco mixto a vapor y vela, con una tripulación de 21 personas, bajo el mando del capitán Palander. Tres barcos de carga el Fraser, el Express y el Lena realizaron también labores auxiliares en la expedición, uniéndose al Vega en el mar de Barents.
El Vega partió de Karlskrona, en Suecia, el 22 de junio de 1878; el diecinueve de agosto dobló el cabo Cheliuskin en Siberia, pocos días después efectuó una escala dedicada a la investigación científica, continuó avanzando hacia el este, navegando siempre muy cerca de la costa, quedando atrapado por el hielo el 27 de septiembre, cuando llegaba al cabo Kuliuchin cerca del estrecho de Bering. El témpano que mantuvo inmovilizado el barco tenía un longitud de cuarenta metros y una anchura de 25. Esta masa de hielo se desplazó varias veces a lo largo del invierno empujada hacia la costa por las tempestades. El barco aguantó bastante bien la presión de los hielos que lo aprisionaban, y supuso un refugio para su tripulación, el interior se mantenía a unos 15 grados, frente a las temperaturas exteriores de -50 °C. La tripulación que permaneció allí todo el invierno, construyó un campamento en la costa, desde el que mantuvieron alguna relación con los indígenas.
Al llegar el verano del año siguiente el barco pudo ser liberado de los hielos, continuó su travesía y tras atravesar el cabo Dezhneva, alcanzó Port Clarence (en el territorio de Alaska) y luego Yokohama, en Japón, adonde llegó el 2 de septiembre de 1879. Para volver a Europa rodeó Asia y cruzó el canal de Suez, convirtiéndose de esta manera en la primera nave que franqueó el Pasaje del Nordeste. A su vuelta a Suecia, Nordenskiöld tuvo un recibimiento entusiasta, siendo aclamado como un héroe popular. En abril de 1880 fue nombrado barón y miembro de la Orden de la estrella polar. En 1883, visitó por segunda vez la costa oriental de Groenlandia, donde logró atravesar con su barco la gran barrera de hielo, una hazaña intentada en vano durante más de tres siglos. En 1900 recibió la prestigiosa medalla Murchison otorgada por la Sociedad Geológica de Londres.

## Distinciones
- 1869: Founder’s Gold Medal de la Royal Geographical Society;
- 1878: Medalla Constantino de la Sociedad Geográfica Rusa;
- 27 de enero de 1880: Orden real de la Estrella polar;
- 1880: Gran medalla de oro de las exploraciones y viajes de descubrimiento de la Sociedad de Geografía de París;
- 1880: Orden Pour le Mérite para las ciencias y las artes ,  condecoración civil concedida por el reino de Prusia;
- 1881: Medalla Vega de la  Sociedad Sueca de Antropología y Geografía (1.ª entregada);
- 1900: Medalla Murchison de la Sociedad Geológica de Londres;
- Orden de San Vladimiro de 2.ª clase;
- Comandante de la Legión de Honor.

## Denominaciones en su honor

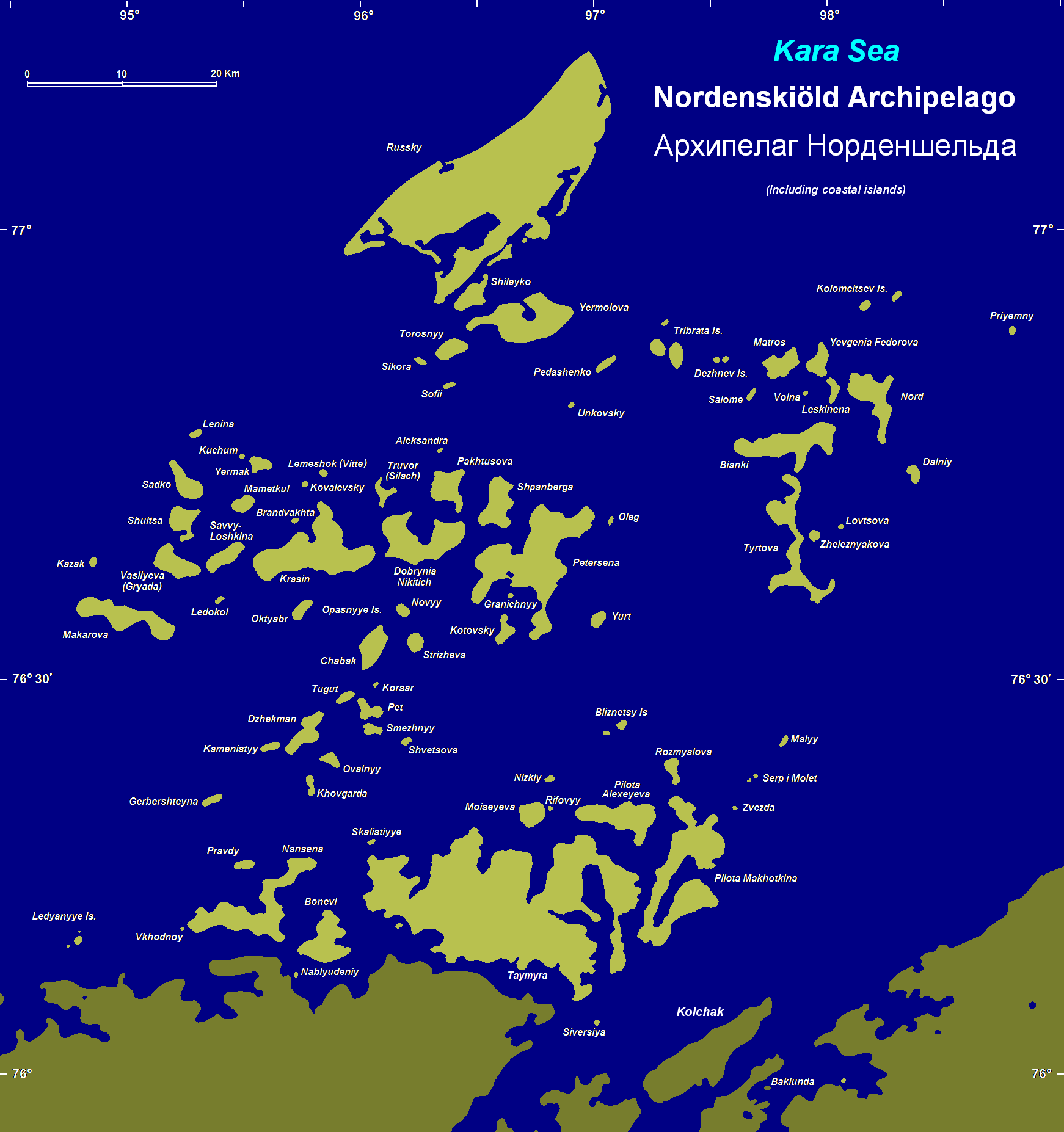
El archipiélago de Nordenskiöld.

- El archipiélago de Nordenskiöld, que constituye el mayor grupo de islas del mar de Kara, localizado frente a las costas siberianas del Ártico, a unos 120 km al oeste de la península de Taimyr;
- Las islas Nordenskiöld, un grupo de pequeñas islas del ártico canadiense localizadas en el golfo de la Reina Maud;
- El cráter Nordenskiöld en el planeta Marte.
- Epónimos:
  - (Fabaceae) Patagonium nordenskioldii R.E.Fr.[14]
  - (Fabaceae) Adesmia nordenskioldii (R.E.Fr. ex Hicken ex Cárdenas)[15] Burkart[16]
  - (Solanaceae) Benthamiella nordenskioldii Dusén ex N.E.Br.[17]

- La abreviatura «Nordensk.» se emplea para indicar a Adolf Erik Nordenskiöld como autoridad en la descripción y clasificación científica de los vegetales.[18]